# Забельско
Забельско — деревня в Гдовском районе Псковской области России. Входит в состав Полновской волости Гдовского района.
Расположена в 11 км к востоку от волостного центра села Ямм, в междуречье Желчи и Нижней Белки, в 1 км от северо-западного берега озера Забельское

## Население
Численность населения деревни на 2000 год составляла 6 человек, на 2002 год — 12 человек.